# Heat of the Night
Heat of the Night is een nummer van de Canadese rockzanger Bryan Adams uit 1987. Het is de eerste single van zijn vijfde studioalbum Into the Fire.
Adams nam het nummer thuis in Vancouver op. Het nummer is erg populair onder de fans van Bryan Adams. "Heat of the Night" werd vooral in Noord-Amerika een grote hit, met een 7e positie in Adams' thuisland Canada. In de Nederlandse Top 40 haalde het nummer een bescheiden 21e positie.